# زبان‌های آمریکای جنوبی

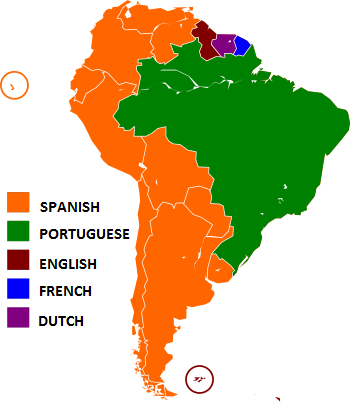
زبان‌های اصلی اروپایی در امریکای جنوبی

زبان‌های در حال صحبت در امریکای جنوبی را می‌توان به سه دسته تقسیم کرد:
- زبان‌های قدرت‌های استعمارگر پیشین
- بسیاری زبان‌های محلی که در کنار زبان استعماری متداول هستند
- و انواع زبان‌های ریشه گرفته شده از زبان‌های دیگر که توسط مهاجران در طول سال‌های صحبت می‌شوند.

زبان‌های متداول در امریکای جنوبی بیشتر توسط استعمارگران به این سرزمین‌ها معرفی شده و بخشی از آن‌ها با تغییر شکل با زبان کریول درآمیخته شده‌اند.

## زبان‌های اصلی
| Quechua | Guarani        | Aymara     |
| Nahuatl | Maya languages | Mapudungún |

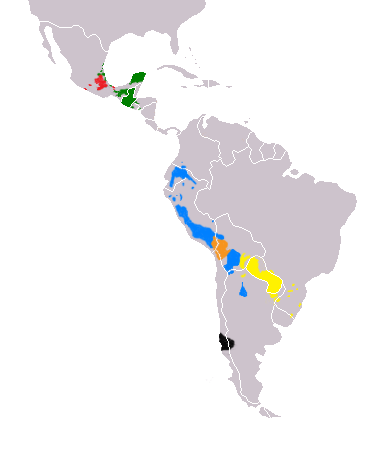
زبان‌های بومی اصلی در آمریکای لاتین:

پرتغالی با تفاوتی اندک زبان اکثریت مردم امریکای جنوبی است. اسپانیایی با همان تفاوت اندک در جای دوم زبان‌های در حال سخن در امریکای لاتین قرار دارد.
دیگر زبان‌های رسمی را این لیست شامل می‌شود:
- هلندی در سورینام
- انگلیسی در گویان و جزایر فالکلند.
- فرانسوی در گویان فرانسه که یک ناحیه‌های فرادریایی فرانسه است.